# مسرشميت بي اف 165
مسرشميت بي اف 165، هي مشروع ألماني لطائرة قاذفة قنابل بعيدة المدى. هناك القليل جداً من المعلومات حول بي اف 165، ولكن هناك معلومات بإن اختبارات نفق الرياح بدأت على نموذج أولي لها عام 1937. تم صنع نموذج أولي لها وعرضه على زعيم الرايخ عام 1937.  تم تصميم الطائرة لتبلغ سرعتها القصوى 600 كم/الساعة، على مدى 6000 كم وحمولة تبلغ 1000 كلغ. 